# Иаков Сирийский
Иа́ков (др.-греч. Ἰάκωβος; IV век — V век) — христианский подвижник, сирийский пустынник, преподобный.
Сведения о жизни Иакова сообщает Феодорит Кирский в 25 главе своей книги «История боголюбцев», они очень скудные. Иаков был последователем и подражателем жития Асклепия. Он выбрал жизнь анахорета и стал жить в келье около селения, называемого Нимуза (др.-греч. Νιμουζᾶν). Здесь он жил в затворе до самого конца жизни. С приходящими к нему людьми подвижник общался через небольшое отверстие, просверленное в стене наискось; по этой причине его никто не видел. Иаков никогда не употреблял огня и не пользовался светильником. Только дважды Феодориту, которого любил и уважал, подвижник открыл дверь и позволил войти к себе. Иаков жил более девяноста лет. Память Асклепия и Иакова празднуется в один день в Церкви.